# Testem benevolentiae nostrae

Wappen Leos XIII.

Testem benevolentiae nostrae (Zeuge unseres Wohlwollens [unserer Zuneigung]) ist ein Schreiben von Papst Leo XIII. und datiert vom 22. Januar 1899.
Leo XIII. adressierte dieses Schreiben an den Erzbischof von Baltimore, James Kardinal Gibbons und wendet sich gegen die Häresie und einen sogenannten Amerikanismus in den Vereinigten Staaten von Amerika. Dieser Brief trägt den Untertitel: „Bezüglich neuer Meinungen, der Tugend, Natur und Anmut mit Hinsicht auf den Amerikanismus“. Gelegentlich wird dieses Schreiben auch als „Amerikanismus-Enzyklika“ bezeichnet.  Dieser Brief ist keine Enzyklika, sondern ein an den Kardinal gerichtetes, sehr persönlich gehaltenes päpstliches Schreiben, es kann deshalb mit einem Breve verglichen werden. Der Amerikanismus wurde zuvor schon in der Enzyklika Longinqua von Leo XIII. verurteilt.
Der Papst verweist auch auf seine Enzyklika Immortale Dei (1885), in der er auf die wahren Aufgaben des Staates und der Regierungen hingewiesen habe. Er erkennt die Annäherung an die neuen Zeiten, warnt aber gleichzeitig vor einer Abspaltung der amerikanischen Kirche. Er wirft Kardinal Gibbons vor, zu viel Demokratie in der Kirche zuzulassen, und hält ihm die Gefahr vor Augen, den Glauben der Kirche durch Individualismus und Kapitalismus zu verwässern.